# Matrimony
Matrimony er en amerikansk stumfilm fra 1915 af Scott Sidney.

## Medvirkende
- Julia Dean - Diana Rossmore
- Howard C. Hickman - Weston Rossmore
- Thelma Salter - Viola
- Louise Glaum - Thelma Iverson
- Betty Burbridge - Antoinette